# Deo vero laus et honor …
Deo vero laus et honor … (lateinisch für Gott jedoch sei Lob und Ehre …) ist das Incipit eines epischen Gedichts, das dem dritten Buch der in mittellateinischer Sprache verfassten Chronik des Gallus Anonymus vorangestellt ist und die Kriegstaten von Bolesław III. Schiefmund preist.

## Form
Wie die zwei anderen Einleitungsgedichte des ersten und zweiten Buches (Bolezlauus dux inclitus … und Nobis astate, nobis hoc opus recitate …)  wird das Gedicht als epilogus ‚Kurzfassung‘ bezeichnet. Anders als die zwei anderen Epilogi handelt es sich hier um eine tatsächliche Zusammenfassung des folgenden dritten Buches der Chronik. 
Es ist mit seinen 60 Versen das längste der drei Einleitungsgedichte und ist streng dreiteilig. Die 60 Verse sind in 20 Strophen aufgeteilt, die je drei Verse umfassen. Jede Strophe weist jeweils denselben Endreim auf. Jeder Vers besteht aus 15 Silben mit demselben Akzentschema, wobei nach der achten Silbe eine Zäsur gesetzt ist. Damit ähnelt der Versbau dem Gedicht Nobis astate, nobis hoc opus recitate …

## Inhalt
In den ersten zwei Strophen wird Gott gerühmt, dem die Siege des polnischen Herzogs zu verdanken sind. Sprachlich sind diese Strophen eng an den Prozessionshymnus Gloria, laus et honor von Theodulf von Orléans angelegt und weisen andere Zitate und Anspielungen an die Bibel und weitere Gedichte auf.
In den folgenden 17 Strophen werden panegyrisch die siegreichen Tagen von Bolesław III. Schiefmund chronologisch erzählt: die Belagerung von Nakło während der Kämpfe gegen die Pomoranen und der Sieg dank des Beistands des Heiligen Adalberts (Strophe 3–12), die Konflikte mit dem deutschen Kaiser Heinrich V., die sich durch Gottes Einwirkung in freundschaftliche Verhältnisse gewandelt haben (Strophe 13–16) und schließlich die vernichtenden Siege über die Tschechen (Strophe 17–19).
In der letzten Strophe wird an den Konflikt zwischen Bolesław III. Schiefmund und seinem Bruder Zbigniew angespielt („Que noverunt, que senserunt carceres et vincula,“), jedoch wird die damalige Empörung verschwiegen, die den Herrscher zu Pilgerfahrten zwang. Stattdessen wird erneut auf das Ziel des Werkes verwiesen: das Lob der Herrschaftstaten.

## Ausgaben
- Kazimierz Liman (Hrsg.): Antologia poezji łacińskiej w Polsce. Średniowiecze. Wydawnictwo UAM, Posen 2004, S. 256–258.
- Karol Maleczyński (Hrsg.): Galli Anonymi cronicae et gesta ducum sive principum Polonorum (= Monumenta Poloniae Historica. Nova Series. Band II). Polska Akademia Umiejętności, Krakau 1952, S. 4–6.